# Michel Normandeau
Michel Normandeau, né en 1949, est un auteur-compositeur-interprète québécois. Il est un des membres fondateurs du groupe Harmonium, qui fut un groupe-phare au Québec, dans les années 1970.

## Biographie
Il est membre du groupe Harmonium pour les deux premiers albums, et participe à la création et à l'écriture du troisième et dernier album du groupe : L'Heptade. Toutefois, pendant l'enregistrement du disque il quitte le groupe,, en 1976. Parti après une dispute, il ne gardera pratiquement plus aucun contact avec ses anciens partenaires, hors évènements exceptionnels, comme une mini-série en 2003.
Après un long voyage en Europe et en Afrique du Nord, il revint à Montréal et signe un album solo en 1979, intitulé Jouer. Entourés de plusieurs musiciens dont son frère André Normandeau (guitare acoustique, voix), de son collaborateur Paul Boudreau (piano) et de nombreux invités tels Robert Stanley (guitare électrique), Serge Locat (clavier), Pierre Daigneault, et Mario Légaré et avec Michel Lachance aux commandes (réalisateur des premier et dernier disques d'Harmonium), il enregistre une série de « chansons reposantes ». Signe des temps, les critiques sont mauvaises et le disque se vend peu, couvrant tout juste les frais de production. Il déclarera au sujet de Jouer : « Les attentes étaient énormes, je ne pouvais que décevoir ». Après l'échec de cet album, lorsque son gérant lui annonce qu'il devra avancer 5 000 $ s'il veut partir en tournée, il jette l'éponge. Il abandonne la musique et quitte Montréal. Il ne retouchera plus un instrument de musique pendant 25 ans, c'est-à-dire jusqu'au moment où il prendra sa retraite.
En 1980, il s'installe dans la région de l'Outaouais et travaille pour le studio d'enregistrement Marc Production. En 1985, il se joint au secteur culturel du ministère des Communications du Canada, pour le développement et la mise sur pied d'un nouveau programme d'aide à l'industrie du disque, programme qui a financé depuis lors MUSICACTION et FACTOR. Au fil des années, on lui confie plusieurs dossiers culturels, entre autres, le développement de la chaîne francophone TV5. Dans les années 1990, il est quelque temps conseiller auprès du président de TV5 Europe à Paris. Jusqu'à son départ de la fonction publique en 2006, il occupe divers postes relatifs à l'élaboration de politiques culturelles canadiennes, dont celui de secrétaire général du Conseil de la musique du Canada.
En 2007, alors qu'il prend sa retraite de fonctionnaire, il renoue avec l'accordéon, instrument qu'il chérit particulièrement. Il joue de vielles chansons françaises bénévolement dans des maisons de retraite. Puis il fait des concerts, qui deviennent finalement une sorte de « conte musical » basé sur la vie de son grand-père. Le spectacle ayant très bien marché, il lui est proposé d'en faire un disque : Mademoiselle de Paris, qui sort en 2012. Pendant cette période, il est abordé par Lily-Marlène, une femme qui se présente comme la fille de son grand-père, qui aurait eu une liaison secrète avec une femme pendant une trentaine d'années. Cette rencontre donnera naissance au livre Dis-moi, Lily-Marlène qu'il publiera en 2016.
À partir de septembre 2010[réf. nécessaire], il présente une chronique mensuelle sur l'histoire de la chanson française à l'émission « Les Divines Tentations », diffusée à la radio de Radio-Canada (Ottawa-Gatineau),,.
En 2015, il participe à l'enregistrement du disque P.S. I Love Uke - Un hommage aux Beatles de Gilles Valiquette en jouant de son accordéon sur la pièce Your Mother Should Know.
Le 28 octobre 2018, après de longues années de séparation, il retrouve les autres membres d'Harmonium, et ils reçoivent ensemble un trophée honorifique au 40e gala des prix Félix. L'année suivante, le 22 septembre, il est intronisé, avec Serge Fiori, Louis Valois et Serge Locat, au Temple de la renommée du Panthéon des auteurs et compositeurs canadiens lors de la 30e édition du Gala SOCAN,.
Pour le lancement de Harmonium XLV, la réédition du 45e anniversaire de la sortie de leur disque homonyme, Michel Normandeau est invité à participer à la promotion et aux entrevues avec les médias. Notamment, il retrouve les membres du groupe au parc Lajoie, à Montréal, où ils avaient réalisé la photo de leur première pochette d’album, et en font une nouvelle version, actualisée pour la pochette du remixage de leur premier album qui ressort en novembre 2019. Bien qu'il n'ait pas participé au remixage du disque, on y inclut une nouvelle version de la chanson Pour un instant qui possède un solo inédit d'harmonica qu'il a enregistré à l'époque,.

## Mademoiselle de Paris
À la suite de son départ de la fonction publique, Normandeau décide de partager sa passion pour la chanson française. Bénévolement, il visite avec son accordéon, des résidences pour personnes âgées en Outaouais et petit à petit un conte sur la vie de son grand-père prend forme. Entouré de quelques musiciens, il présente une version grand public de son conte musical au Café des artistes de la Lièvre à Buckingham et une seconde fois dans les jardins de la Chasse-gardée du marais, à Chelsea. Sylvie Dufour, directrice artistique du Théâtre de l'Île de Gatineau, qui assiste à ce second événement, tombe sous le charme de cette histoire et offre à Normandeau d'en faire la mise en scène pour un spectacle qui sera présenté à son théâtre. Mademoiselle de Paris est joué, à guichets fermés, cinq fois par semaine du 14 septembre au 15 octobre 2011 au Théâtre de l'Île.
Accompagné de Daniel Berriault (basse et flûte traversière), Cendrine Despax (violon) et de Claude Naubert (guitare et direction musicale), Michel Normandeau (accordéon et narration) nous raconte la vie de son grand-père, opticien de profession et mélomane passionné. Entrecoupée de pièces instrumentales, il tisse son histoire en utilisant des anecdotes de la vie et des voyages de son grand-père à Paris dans les années 1920, 1930 et 1950 en y ajoutant aussi ses propres souvenirs de famille et de sa vie personnelle.
Un CD numéroté, à tirage limité à 1250 copies, disponible à la sortie du spectacle, est produit dans le studio de Claude Naubert. Le disque contient 18 des 23 pièces instrumentales du spectacle, tirées surtout du répertoire des chansons françaises du début jusqu'au milieu du siècle dernier (Petite fleur, Frou-frou, Sous le ciel de Paris, etc.), mais comprend aussi les chansons Hymne au printemps de Félix Leclerc et Vert d'Harmonium. Une réédition du CD, disponible en magasin, est publiée le 21 février 2012 sur laquelle la pièce Valse à '80, une composition originale tirée du disque Jouer, remplace la chanson Ça gaze.
Une présentation du spectacle a lieu à Montréal, le 25 avril 2012, au Studio-théâtre de la Place des Arts en prévision d'une tournée pour l’automne 2012 et l'hiver 2013 qui n'aura pas lieu. Pierre Daigneault y a été invité à jouer de la flûte traversière et un solo de saxophone soprano sur la pièce Vert.

## Dis-moi Lily-Marlène
En 2016, il sort son premier roman intitulé Dis-moi Lily-Marlène publié aux éditions David. L'intrigue débute à Paris dans les années 1930 et 1940, à l’époque de l’occupation nazie. L'histoire a été inspirée par la rencontre d'une spectatrice avec qui l'auteur a discuté après une des représentations de Mademoiselle de Paris.